# Fran Hopper

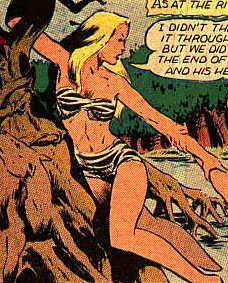

Fran Hopper, de son vrai nom Frances Randolph Deitrick, née le 13 juillet 1922 et morte le 29 novembre 2017, est une dessinatrice de comics.

## Biographie
Frances Randolph Deitrick naît le 13 juillet 1922 dans le Maryland mais passe la majeure partie de sa jeunesse dans le New Jersey. Lorsque les États-Unis entrent en guerre en 1941, le nombre de dessinateurs diminue puisqu'ils sont appelés sous les drapeaux. Pour compenser cette absence, Jerry Iger qui dirige un studio fournissant des séries complètes pour des éditeurs, engage de nombreuses dessinatrices comme Frances Deitrick. Elle se retrouve donc dans un studio avec d'autres artistes féminines comme Ruth Atkinson, Lily Renée ou Marcia Snyder. La première œuvre qu'elle signe est dans le numéro 23 de Planet Comics #23 paru en mars 1943. Pour le studio Iger elle dessine des séries dans plusieurs genres comme la science fiction, l'humour, l'aventure, etc. En 1944, elle épouse John B. Hopper II et change son nom en Fran Hopper. C'est ce nom qu'elle marque alors dans les premières pages de ces comics puisqu'à cette époque seuls les scénaristes, à part quelques exceptions pour les créateurs de comics les plus importants, sont parfois crédités. Elle dessine de nombreux comics publiés par Fiction House. Ainsi elle s'occupe des séries de science-fiction Gale Allen and the Girl Squadron et, de juillet 1945 à juillet 1947, Mysta of the Moon, créée par Joe Doolin. Elle dessine aussi Camilla d'octobre 1945 à août 1947 publié dans Jungle Comics et la série d'espionnage Jane Martin publiée de mars 1946 à août 1947 dans Wings Comics. Tous ces personnages sont féminins car Fiction House préférait que ce soient des femmes qui dessinent les héroïnes. À part Fiction House, Fran Hopper dessine aussi quelques histoires pour Timely Comics à partir de 1944, surtout la série humoristique Patsy Walker ou Millie the Model. C'est Ruth Atkinson, alors directrice artistique chez Timely, qui l'engage avec d'autres dessinatrices ayant travaillé pour le studio Iger. En 1948, comme beaucoup d'autres artistes féminines, Fran Hopper cesse de dessiner des comics. D'une part, le retour du front des dessinateurs a amené les éditeurs à ne plus recourir à la main d'œuvre féminine, d'autre part le mari de Fran Hopper en 1947 achève ses études de médecine et celle-ci prend le rôle de femme au foyer. La famille vit dans le New-Jersey jusqu'en 1974 avant de déménager à Thorton dans le New Hampshire où elle et son mari élèvent des purs-sangs arabes, avant de revenir en 2006 dans le New Jersey à Whiting. En 2010, le mari de Fran Hopper meurt.  Elle meurt le 29 Novembre 2017.